# عشبية حليزنية غلافية جذورية
عشبية حليزنية غلافية جذورية (الاسم العلمي: Herbaspirillum rhizosphaerae) هي نوع من البكتيريا، سلبية الغرام، تتبع جنس عشبية حليزنية.